# Porricondyla colpodioides
Porricondyla colpodioides är en tvåvingeart som beskrevs av Boris Mamaev 1963. Porricondyla colpodioides ingår i släktet Porricondyla och familjen gallmyggor. Inga underarter finns listade i Catalogue of Life.